# Radomir Lakušić
Radomir Lakušić (* 6. März 1933 in Donja Ržanica bei Berane; † 16. August 2005 in Sarajevo) war ein jugoslawischer bzw. montenegrinischer Botaniker, Biogeograph und Pflanzensoziologe, dessen Arbeitsgebiet insbesondere die subalpine und alpine Hochgebirgsvegetation der Südostdinariden in Bosnien und Herzegowina sowie Montenegro umfasste. Radomir Lakušić war Professor an den Universitäten in Sarajevo und Banja Luka. Sein botanisches Autorenkürzel lautet Lakušić.

## Leben
Lakušić beendete die achtjährige Grundschule in Donja Ržanica. 1953 schloss er sein Abitur in Berane ab. Im gleichen Jahr wurde er an der Biologischen Fakultät der Universität Sarajevo im Fach Biologie eingeschrieben, wo er gleichfalls 1958 diplomierte. Seine Diplomarbeit hatte er zu den endemisch-dinarischen Arten der Gattung Wulfenia verfasst. Zum 11. März 1960 wurde er als Assistent an die Biologische Fakultät Sarajevo berufen. 1963 und 1964 war er zur Spezialisierung bei Josias Braun-Blanquet an der Universität Montpellier in der Station Internationale de Géobotanique Mediterranéenne et Alpine („SIGMA“). Seine Doktorarbeit unter Leitung von Violotije Blečić, Biologieprofessor an der Universität Belgrad, zu Themen der Alpinvegetation der Bjelasica (Nationalpark Biogradska Gora) in Montenegro bildete den Beginn von Lakušićs weiterer Arbeit an den Hochgebirgs-Pflanzengesellschaften der zentralen Südostdinariden (Maglić, Volujak, Bioć, Durmitor, Bjelasica).
Im Jahr 1965 wurde er Dozent für Pflanzenökologie und Phytogeographie, 1970 Professor. Bis 1995 verblieb Lakušić an der Universität Sarajevo, verließ seine wissenschaftliche Wirkungsstätte aber aufgrund der Kriegsereignisse, schlechten Lebens- und Arbeitsbedingungen im Nachkriegs-Sarajevo und seiner aufgrund seiner serbischen Herkunft nicht mehr gewünschten Verbleib an der sich personell neuausrichtenden Universität Sarajevo. Ohne woanders eine universitäre Berufung erhalten zu haben, siedelte er in seine Heimat Montenegro über, arbeitete als Referent für Umweltfragen im Naturschutzverein Montenegros, bis er 1998 emeritiert wurde. Weiterhin wurde er an der Universität Banja Luka, wo er Pflanzenökologie und -geographie unterrichtete, eingesetzt.

## Werk
Die unter seinen über 300 Arbeiten am weitesten rezipierte wissenschaftliche Arbeit war die auf Deutsch herausgebrachte Synthese der Hochgebirgsvegetation der südöstlichen Dinariden.
Einer breiteren ökologisch interessierten Öffentlichkeit wurde er durch die Autorenschaft eines der Bände der „Natur Jugoslawiens“ (Priroda Jugoslavije) zu den Hochgebirgspflanzen (Planinske biljke, 1984 sowie 1990), sowie dem Ökologie-Lehrbuch Ekologija Biljaka. I. - Idioekologija (1989), bekannt.
Eine Monografie verfasste Lakušić im Jahr 1973 zur Gattung Edraianthus, für die er einige neue Arten herausstellte.  Insbesondere der Gattung Edraianthus, für die er den illegetimen Gattungsnamen „Visiania“ aufstellte, galt auch sein späteres Interesse.